# San-Stefano
San-Stefano (bułg. Сан-Стефано) – wieś w Bułgarii, w obwodzie Burgas, w gminie Karnobat. W 2023 roku liczyła 78 mieszkańców.